# Notre-Dame-du-Mont - Cours Julien
Notre-Dame-du-Mont - Cours Julien è una stazione della linea 2 della metropolitana di Marsiglia. È situata sotto cours Julien, nel VI arrondissement di Marsiglia, e serve i quartieri di Notre-Dame-du-Mont e La Plaine.

## Storia
La stazione è stata aperta al traffico il 3 marzo 1984 come parte del primo troncone della linea 2 compreso tra Joliette e Castellane.

## Interscambi
Nelle vicinanze della stazione effettuano fermata diverse linee di autobus urbani ed interurbani.
- Fermata autobus